# Riven tchornoho
Pour plus de détails, voir Fiche technique et Distribution.
Riven tchornoho (Рівень чорного) est un film ukrainien de 2017 réalisé par Valentyn Vassianovytch. Il a été sélectionné comme film ukrainien pour l'Oscar du meilleur film en langue étrangère à la 90e cérémonie des Oscars, mais il n'a pas été nommé. Il est cité dans la liste des 100 meilleurs films de l'histoire du cinéma ukrainien.

## Synopsis
Kostya, un photographe de mariage de 50 ans, traverse une crise de la quarantaine après que son père a été paralysé par une attaque et que sa petite amie l'a quitté.

## Fiche technique
- Titre original : ukrainien : Рівень чорного (Riven tchornoho, litt. « Niveau de noir » ou « Degré d'obscurité »)
- Réalisation : Valentyn Vassianovytch
- Scénario : Valentyn Vassianovytch
- Direction artistique : Vladlen Odudenko
- Photographie : Vladimir Ivanov
- Son : Serhiy Stepansky
- Production : Valentyn Vassianovytch
- Pays de production :  Ukraine
- Langue originale : français
- Genre : drame
- Durée : 91 minutes
- Dates de sortie :
  - Festival du film d'Odessa : 17 juillet 2017
  - Ukraine (en salle) : 31 août 2017

## Distribution
- Kostyantyn Mokhnach : Kostya
- Kateryna Molchanova : Katya